# 長崎書店
長崎書店（ながさきしょてん）は、ミッションスクールの元教員である長崎次郎が創業したキリスト教出版社であり、新教出版社の前身の一つである。
1925年（大正14年）に東京府早稲田に古本屋を創業する。1926年（大正15年）日本基督教会信濃町教会の牧師高倉徳太郎の『恩寵と召命』を刊行したことを契機に、出版業を始める。柏井園やピーター・フォーサイス、カール・バルトなどの神学書を刊行し、出版界においてキリスト教出版の地位の向上に大きく貢献した。1934年（昭和9年）からは月刊誌『葡萄之枝』を10年間発行した。
1943年（昭和18年）に有限会社になる。1944年（昭和19年）に企業整備令により新教出版社に統合された。創業から統合までの18年間に約200点の重要なキリスト教書籍を刊行した。